# Chamaecrista brevifolia
Chamaecrista brevifolia là một loài thực vật có hoa trong họ Đậu. Loài này được (Lam.) Greene miêu tả khoa học đầu tiên.